# Sprachlernkompetenz
Sprachlernkompetenz meint die Fähigkeit, Sprachen erfolgreich zu lernen.
Menschen haben grundsätzlich die Fähigkeit der Sprachbegabtheit, was zunächst die Mutter‑ oder Erstsprache betrifft. Diese grundlegende Fähigkeit Sprache zu lernen, erlaubt es, Wörtern, Sätzen und Texten Bedeutung zu geben, mit Wörtern Texte zu produzieren, zur Rezeption durch den Hörer oder Leser zu organisieren, , evtl. zu schreiben und beim Hören zu verstehen. Im Kontext von Zwei- oder Mehrsprachigkeit bezieht sich der Erwerbsbegriff entweder auf den 'natürlichen Erwerb' oder auf das didaktisch gelenkte Lernen von zweiten, dritten oder weiteren Sprachen. Die Lenkung des Sprachlernvorgangs kann sowohl durch Sprachunterricht und mit Hilfe von Lernmaterialien von außen gesteuert werden, als auch autonom und selbstgesteuert sein (Lernerautonomie). Die Unterscheidung von Außen- und Selbststeuerung bezeichnet ein Kontinuum, keine strenge Dichotomie.

## Begriffsgeschichte
Sprachlernkompetenz ist ein junger Begriff, der erst im Zuge der Kompetenzorientierung Eingang in die Fremdsprachendidaktik und in die Bildungsstandards der KMK bzw. Richtlinien fand. Federführend war hierbei das Berliner Institut für Qualitätsentwicklung im Bildungswesen (IQB). Phänomenologisch und chronologisch waren dem Terminus die Begriffe Sprachaufmerksamkeit (oder Sprachen‑) und Sprachlernaufmerksamkeit (language awareness) vorgeordnet. Gegenüber beiden Begriffen hat Sprachlernkompetenz den Vorteil der höheren Griffigkeit, was vor allem die Konstruktion geeigneter Aufgaben ermöglicht. Als Termini der kognitivistischen Lerntheorie fungieren sowohl Sprach- wie Sprachlernaufmerksamkeit als grundlegende didaktische Steuerungsbegriffe, was allein schon ihre Nähe zum selbstgesteuerten Lernen erklärt. Im Vergleich zu Sprachaufmerksamkeit fasst Sprachlernaufmerksamkeit weiter bzw. setzt diese quasi voraus. Sprachlernkompetenz führt beide Begriffe zusammen. All diese Begriffe sind empirisch breit abgesichert.
In der Fremdsprachendidaktik ist Sprachlernkompetenz Teil der sogenannten Kompetenzorientierung, die weit über das Lehren und Lernen von Sprachen hinausreicht. Kompetenzorientierung meint im Kern reflexives Lernen und ist auf Handlungsfähigkeit bezogen; auf dem Feld der Sprachen zuvorderst auf Kommunikationsfähigkeit und Kommunikation (vgl. Gemeinsamer Europäischer Referenzrahmen für Sprachen 2001). Reflexives Lernen umfasst das Lernen, soweit dieses dem Bewusstsein zugängig ist. Entscheidende Handlungsfaktoren leiten sich aus dem Rückgriff auf das lernerseitig relevante Vorwissen ab. Schon in diesem Sinne konstatierte der amerikanische Lernpsychologe David Paul Ausubel (1968: vi) "If I had to reduce all of educational psychology to just one principle, I would say this: The most important single factor in influencing learning is what the learner already knows." Dies betont die Rolle des Vergleichens affiner Wissensschemata mit neu zu erlernenden Informationen. Kognitivistische Theorien unterstreichen in diesem Zusammenhang die Interaktion von accretion (Zuwachs an Informationen), structuring (Integration der Informationen in die neu geformte Wissensstruktur) und tuning (Anpassung der Struktur an eine bestimmte Aufgabe) (Norman 1982). Das Lernmodell bildet recht gut die Prozesse ab, welche in Deutschland die der Mehrsprachigkeitsförderung zugedachte empirische Interkomprehensionsforschung der letzten Jahrzehnte vor allem auf dem Feld der romanischen Sprachen breit belegt (z. B. Bär 2009, Meißner 2010, Morkötter 2016). Sie zeigt besonders intensiv die integrative Verarbeitung von Daten aus Mehrsprachenwissen und Lernaufmerksamkeit bzw. ‑verarbeitung. Im Kern des Ansatzes steht immer das Vergleichen von Sprachwissen und Lernerfahrungen. Dies signalisiert die entscheidende Rolle des sogenannten interlingualen Identifikationstransfers – nicht allein von hinzulernenden, zielsprachlichen und schon bekannten 'brückensprachlichen' Beständen, sondern auch für den Entwurf und die Erprobung von Lernstrategien. Damit weist diese Didaktik der Interkomprehension auch der allgemeinen Methodik des Fremdsprachenlehrens und -lernens einen Weg zu ertragreicherem Sprachenlernen bzw. Mehrsprachenerwerb. Die Prägung des Begriffes Sprachlernkompetenz im Rahmen des IQB hat diesen Erkenntnissen Rechnung getragen.
In der sogenannten Wissensgesellschaft (Europäische Kommission 1996) und in der vielsprachigen globalisierten Welt kommt der Sprachlernkompetenz eine wichtige Rolle zu.